# Corallus
Corallus Daudin, 1803 è un genere di serpenti della famiglia Boidae.

## Distribuzione e habitat
Le specie del genere Corallus sono diffuse nell'ecozona neotropicale (America centrale e parte settentrionale del Sud America).

## Tassonomia
Il genere comprende le seguenti specie:
- Corallus annulatus (Cope, 1876)
- Corallus batesii (Gray, 1860)
- Corallus blombergi (Rendahl & Vestergren, 1941)
- Corallus caninus (Linnaeus, 1758)
- Corallus cookii Gray, 1842
- Corallus cropanii (Hoge, 1953)
- Corallus grenadensis (Barbour, 1914)
- Corallus hortulanus (Linnaeus, 1758)
- Corallus ruschenbergerii (Cope, 1876)

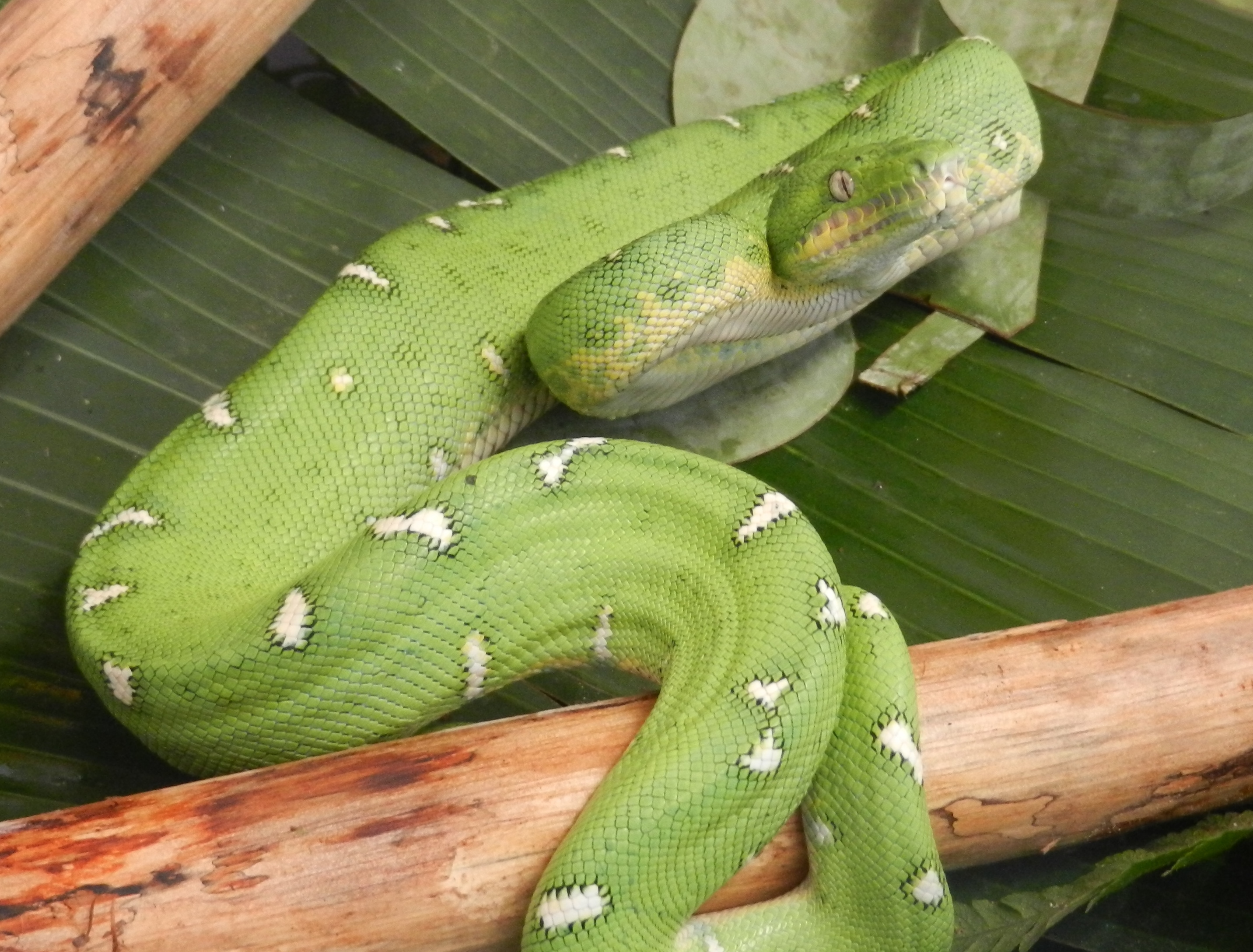
Corallus batesi
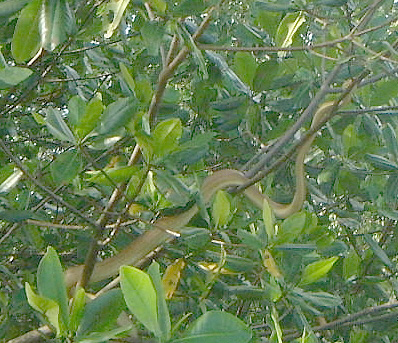
Corallus cookii
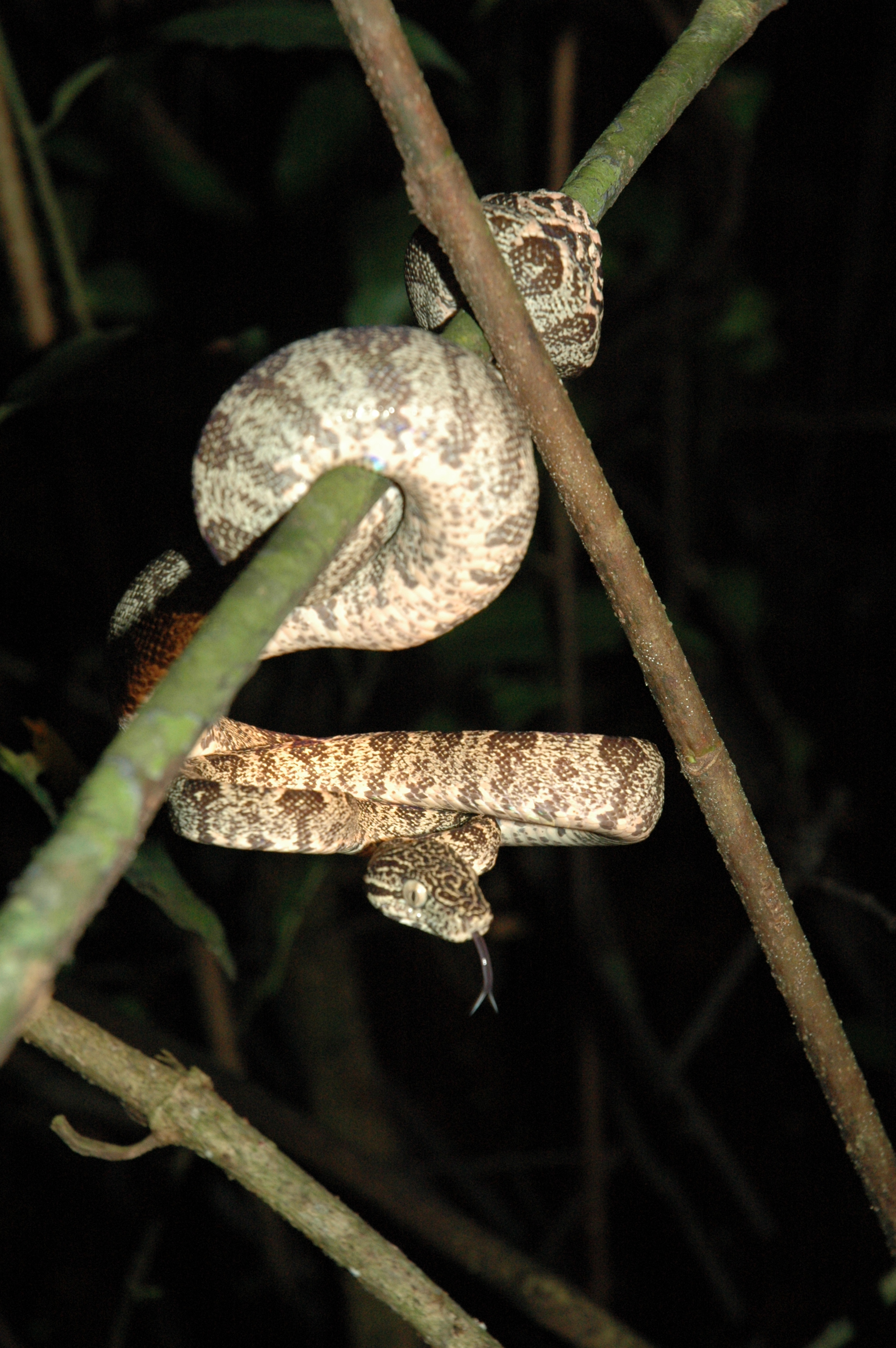
Corallus hortulanus
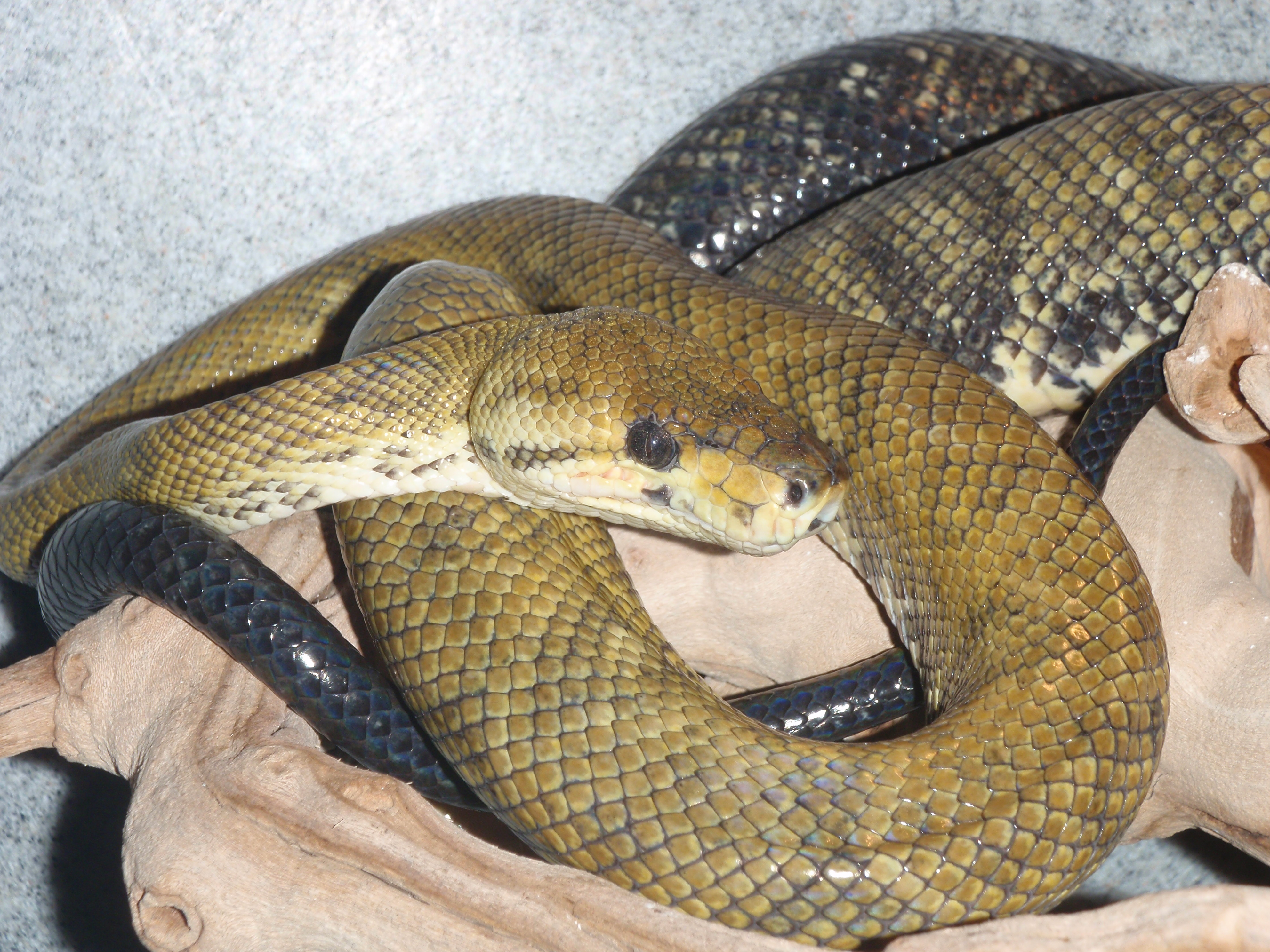
Corallus ruschenbergerii